# 宇野博之
宇野 博之（うの ひろゆき、1989年12月21日 - ）は、埼玉県寄居町出身の元陸上競技選手。専門は長距離種目。武蔵越生高等学校、東洋大学経済学部卒業。Honda陸上競技部に所属した。

## 来歴・人物
東洋大学陸上競技部時代の同級生には、柏原竜二や山本憲二がいる。
1年時から駅伝メンバーとして活躍。第20回出雲駅伝では2区区間6位。第85回箱根駅伝では4区区間9位。
2年時の第41回全日本大学駅伝では2区区間8位。第86回箱根駅伝では1区区間5位と好走。チームの総合連覇に貢献した。
3年時の出雲・全日本はメンバーから外れたが、第87回箱根駅伝では4区を担当し区間3位（4人抜き）の好走。チームの往路3連覇に貢献した。
4年時は副主将に就任。第43回全日本大学駅伝では3区区間2位の好走。第88回箱根駅伝1区ではハイペースの展開のなかで集団に食らいつき、トップと24秒差の4位。東洋大は2区で先頭の早稲田大学を逆転し、その後一度も首位を譲らず総合優勝。往路・復路・総合の全てで新記録を樹立した。
Honda入社後は度重なる故障に泣かされ一度もニューイヤー駅伝を走る事なく、2016年に選手を引退した。

## エピソード
- 4年連続で箱根駅伝を走ったが、同期で4年連続出場を果たしたのは柏原竜二のみである。
- 川嶋伸次前監督の退任の際には号泣していた。
- 酒井俊幸監督から言われた忘れられない一言は 「練習実績をちゃんと書きなさい」と「今年は練習できるな」だという。